# Chrysosoma splendidum
Chrysosoma splendidum är en tvåvingeart som först beskrevs av Wulp 1869.  Chrysosoma splendidum ingår i släktet Chrysosoma och familjen styltflugor. Inga underarter finns listade i Catalogue of Life.